# Grahovac
Grahovac este un sat din comuna Nikšić, Muntenegru. Conform datelor de la recensământul din 2003, localitatea are 119 locuitori (la recensământul din 1991 erau 188 de locuitori).

## Demografie
În satul Grahovac locuiesc 108 persoane adulte, iar vârsta medie a populației este de 48,1 de ani (46,6 la bărbați și 49,7 la femei). În localitate sunt 38 de gospodării, iar numărul mediu de membri în gospodărie este de 3,13.
|  |

| Demografie | Demografie | Demografie |
| An         | Locuitori  | Locuitori  |
| ---------- | ---------- | ---------- |
|            |            |            |
|            |            |            |
|            |            |            |
|            |            |            |
| 1948       | 269        |            |
| 1953       | 289        |            |
| 1961       | 265        |            |
| 1971       | 264        |            |
| 1981       | 214        |            |
| 1991       | 188        | 188        |
| 2003       | 125        | 119        |

| \| Componența etnică conform recensământului din 2003[2] \| Componența etnică conform recensământului din 2003[2] \| Componența etnică conform recensământului din 2003[2] \| Componența etnică conform recensământului din 2003[2] \| Componența etnică conform recensământului din 2003[2] \| \| ----------------------------------------------------- \| ----------------------------------------------------- \| ----------------------------------------------------- \| ----------------------------------------------------- \| ----------------------------------------------------- \| \| \| \| \| \| \| \| Muntenegreni \| Muntenegreni \| \| 96 \| 80,67% \| \| Sârbi \| Sârbi \| \| 21 \| 17,64% \| \| necunoscută \| necunoscută \| \| 0 \| 0% \| |              |  |    |        |
| Componența etnică conform recensământului din 2003 |              |  |    |        |
| |              |  |    |        |
| Muntenegreni | Muntenegreni |  | 96 | 80,67% |
| Sârbi | Sârbi        |  | 21 | 17,64% |
| necunoscută | necunoscută  |  | 0  | 0%     |